# Калила ва Димна
«Калила ва Димна», то есть «Глупый и Коварный» [шакалы], иначе рассказы Бидпаи (Пильпая), — сборник древнеиндийского происхождения жанра апологической литературы (нравственное поучение посредством сцен, где героями являются животные). Появился как адаптированный перевод, сделанный персом Борзуем около 570 года на пехлевийский язык, санскритского сочинения «Панчатантра» (давшего начало Эзоповой басне). Затем в VIII веке древнеперсидский текст был переведён аль-Мукаффой на арабский язык; ныне это классическое произведение арабской прозы.
Через арабов рассказы перешли на Запад, где были переведены на большинство европейских языков и породили множество апологических произведений во всех литературах Средних веков и века Возрождения, потерпев важную перемену: если на Востоке рассказы отличаются чисто дидактическим характером и приводятся исключительно с целью доказательства какой-нибудь нравственной истины, в Европе они принимают более сильный отпечаток эпического характера и становятся баснями. Не менее десятой части всех наиболее распространённых в Европе народных сказаний возникли из того или другого рассказа данного сборника, где заключается также немало данных из животного эпоса, особенно относительно лисицы (Рейнеке Лис), отчего, например, в еврейской литературе эти басни носили название «басни о лисицах». В византийско-греческой адаптации именуется «Стефанит и Ихнилат» (1081 год), именно эта версия проникла в славянские языки.